# Романов, Александр Никитич (боярин)
Александр Никитич Романов-Захарьин-Юрьев (1560-е — 1602) — дворянин (1585), рында и кравчий (1586), затем боярин (1598).

## Биография
Четвёртый сын боярина и воевода Никиты Романовича Захарьина-Юрьева (ок. 1522—1585) и Евдокии Александровны Горбатой-Шуйской (ум. 1581). Младший брат патриарха Филарета и дядя первого царя из рода Романовых Михаила Фёдоровича.
Родился в 1560-х годах в Москве. В феврале 1585 года молодой дворянин Александр Романов сидел «в кривой лавке» в царском дворце в день приёма литовского посла Лукаша Сапеги. В 1586 году был назначен «рындою у другого саадака». В том же году был пожалован в кравчие и назначен наместником каширским.
В 1591 году Александр Никитич Романов участвовал в походе русской армии против крымского хана Газы II Герая и защите Москвы. Первоначально он находился при главных воеводах в большом полку. После поражения крымской орды, когда «бегучи царь (Крымский) от Москвы до Серпухова, метал лошади многие и рухледи и запас, и прибежал в Серпухов к реке Оке, июля в 6 день», Александр принимал участие с большим полком в преследовании татар «в тульския места и в каширския». 22 мая 1597 года, в день приёма императорского посла Авраама Донавского, Александр Романов был первым кравчим.
После смерти царя Фёдора Иоанновича (1584—1598) народная молва гласила, что Фёдор указал на Александра, как на одного из наследников царского престола. В 1598 году А. Н. Романов принял участие в Земском соборе, который избран на царский престол Бориса Годунова, В том же 1598 году был пожалован от царя Бориса «боярином». В 1599 году, в качестве одного из приближенных царя Бориса, «ел у него на Вербное Воскресенье в Грановитой Палате».
Борис Годунов в 1601 году лишил его боярского звания и сослал в Усолье-Луду, где он и был, по словам летописца, удавлен.
По распоряжению Лжедимитрия I (1605—1606) прах Александра Никитича был перевезен в Москву и 12 марта 1606 года захоронен в Новоспасском монастыре, в усыпальнице Романовых.

## Семья
Романов был дважды женат. Его первой женой с 1590 года была княжна Евдокия Ивановна Голицына (умерла 1 августа 1597), дочь боярина и воеводы, князя Ивана Юрьевича Голицына, брак с которой был бездетным.
Вторично женился на Ульяне Семёновне Погожевой (умерла 5 декабря 1624). Во втором браке имел детей, имена и пол которых неизвестны. Вероятно, они умерли в младенчестве во время ссылки родителей.

## В культуре
Александр Никитич Романов стал персонажем романа Ю. И. Фёдорова «Борис Годунов».